# Bongkaras
Bongkaras is een bestuurslaag in het regentschap Dairi van de provincie Noord-Sumatra, Indonesië. Bongkaras telt 719 inwoners (volkstelling 2010).